# Stomp dubbeltandmos
Stomp dubbeltandmos (Didymodon tophaceus) is een mossoort in de kleimosfamilie (Pottiaceae). Het komt voor op schors, steen en bodem.

## Determinatie
De mossoort is herkenbaar aan de olijfgroene, compacte, vrij lage kussentjes of losse zoden. Hét kenmerk vormt de aanwezigheid van stompe, afgeronde bladtoppen. Niet alle bladen hebben zo'n top, maar ze zijn altijd wel aanwezig.

## Ecologie
Stomp dubbeltandmos is een plant van vochtige kalkhoudende standplaatsen, zowel terrestrisch op vochtige klei, leem en verdichte grond als op vochtige muren, met name op de basis.

### Syntaxonomie
In de syntaxonomie staat stomp dubbeltandmos te boek als kensoort voor de kleigreppelmos-associatie (Dicranelletum variae).

## Verspreiding
Het heeft een kosmopolitische verspreiding. In Nederland komt stomp dubbeltandmos vrij algemeen voor. Het verspreidingspatroon toont geen duidelijk beeld. De duinen en kleigebieden zijn favoriet, de Veluwe wordt gemeden. De grondig onderzochte gebieden zoals Zuidoost-Brabant en Rotterdam laten een bijna aaneengesloten voorkomen zien. 